# Fuiste tú
«Fuiste tú» es una canción de pop latino interpretada por el cantante guatemalteco Ricardo Arjona en colaboración con su compatriota Gaby Moreno, publicada el 7 de febrero de 2012 como el segundo sencillo de su décimo tercer álbum de estudio Independiente (2011). Arjona la compuso y la produjo con sus antiguos colaboradores Dan Warner y Lee Levin bajo sus nombres artísticos Los Gringos. El trabajo adicional de grabación estuvo a cargo de Peter Wallace, Matt Rollings, Carlos «Cabral» Júnior, Tommy Torres e Isaías García.
Líricamente, «Fuiste tú» redondea el concepto de recrear «la batalla en una pareja cuando alguien empieza a decir es el principio del fin». El tema se convirtió en el segundo sencillo de Independiente en llegar al top diez del listado Top Latin Songs, mientras que también se convirtió en el segundo tema del álbum en encabezar las listas Latin Pop Songs y Tropical Songs. Asimismo tuvo una excelente recepción en países del cono sur y centro de Latinoamérica, al llegar al puesto seis en México, y encabenzando igual el listado venezolano. El tema, fue nominado a las categorías de canción del año y grabación del año en la entrega de los Premios Grammy Latinos 2012, pero perdió en ambas categorías ante «¡Corre!» de Jesse & Joy.
Para promocionar el tema, se realizó un vídeo musical, dirigido por Joaquín Cambré y filmado en Guatemala, donde se muestran algunos escenarios de dicho país, como, La Antigua Guatemala, Río Dulce, el Lago de Atitlán y las ruinas de Tikal, Arjona comentó que él escogió para filmar el video allí porque «quería mostrar la situación real de ese departamento», que es uno de los más pobres del país, a pesar de ser visitado cada año por miles de turistas. Arjona interpretó «Fuiste tú» en la gira mundial Metamorfosis, así como en un programa transmitido por Televisa en 2011, en ambos conciertos cantó a dúo con Gaby Moreno.

## Antecedentes

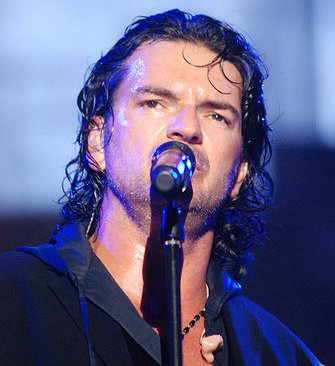
En 2011, Arjona fundó su propio sello discográfico Metamorfosis.

Independiente es el primer álbum de Arjona lanzado como artista independiente, y a través de su propio sello discográfico, Metamorfosis, una empresa que creó para reorientar su carrera. Presidida por Arjona y algunos amigos, Metamorfosis tiene su sede en Miami y Ciudad de México, e incluye también el fotógrafo y director Ricardo Calderón, el ejecutivo Humberto Calderón de Universal Music México y Miriam Sommerz de BMG. Aunque el álbum se comercializó con la nueva discográfica, la distribución estuvo a cargo de Warner Music. Arjona comentó que muchas veces consideraba la forma de ser independiente al plantear un compromiso más que la libertad, y comentó que «dentro de la palabra "independiente", aunque suena a libertad extrema, hay una cantidad enorme de compromisos y responsabilidad de poder administrar, de la mejor manera posible, la independencia».
Independiente fue compuesto y escrito en el plazo de un año, y marcó la cuarta vez que Arjona colabora con Tommy Torres, quien había ayudado a escribir, componer, producir y proveer coros. Los otros tres álbumes en el que los dos artistas habían trabajado juntos son Quién dijo ayer (2007), en el que Torres ayudó a producir los sencillos «Quien» y «Quiero» y ofreció un trabajo adicional en las nuevas versiones de éxitos de Arjona; 5to piso (2008) y Adentro (2005), respectivamente. También, en el álbum, Arjona regresó a su clásico y característico sonido, el cual Torres había ayudado a lo artesanal desde hace seis años, tras el drástico cambio que hizo en Poquita ropa (2010). En ese álbum, el artista hizo uso de la menor cantidad posible de instrumentos, y simplificó su sonido y la introducción de lo que él llamó un «esfuerzo acústico desmontado» de su música.

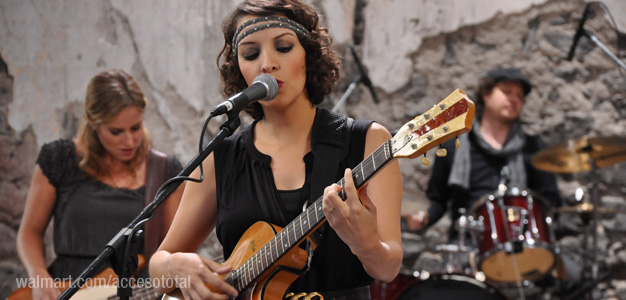
Gaby Moreno, quien colabora en el tema.

Semanas antes del lanzamiento de Independiente, Arjona emitió una carta en la que habló sobre sus anteriores relaciones con las compañías discográficas. En la carta, reveló que entró en su primera compañía discográfica como un canje, y comentó que «un productor, amigo mío, les dijo [a la discográfica] que si no me firmaban a mí no iban a firmar a dos artistas [que tenía en ese momento]» y que recibió el «mínimo porcentaje de regalías» fuera de sus álbumes más exitosos. Billboard observó que, aunque otros grupos han decidido lanzar independientemente sus trabajos después de tener un contrato con importantes compañías, Arjona es por mucho el más importante artista en el pop latino a seguir esta tendencia.

## Composición
«Fuiste tú» es una canción de pop latino compuesta y producida por Arjona junto a sus colaboradores Dan Warner y Lee Levin bajo sus nombres artísticos Los Gringos, contando con trabajos adicionales del artista puertorriqueño Tommy Torres y la cantante guatemalteca Gaby Moreno, quien presta su voz. Matt Rollings, Peter Wallace, Carlos «Cabral» Júnior e Isaías García sirvieron como ingenieros de grabación, junto a Warner, Levin y Torres. David Thoener la mezcló en The Blue Grotto, Nashville, Tennessee.
La composición del tema se basa principalmente en la utilización de piano, violín, así como guitarras, tambores, órgano Hammond, el bajo y la percusión. Arjona comentó que se sentía feliz de colaborar con Moreno, afirmando que «teníamos las posibilidades de grabar esta canción con gente muy conocida, pero las posibilidades de hacerlo con ella, para mí, es una celebración». Además dijo que era una «mujer con un talento increíble», llamándola «paisana» y un ser «humano fantástico». El cantante declaró que el tema es una de las más importantes del álbum.

## Recepción
En Estados Unidos, «Fuiste tú» se convirtió en el segundo sencillo top diez en Top Latin Songs, desde «Cómo duele» y «Sin ti... sin mí» en el 2008, además fue el segundo top diez del álbum Independiente en la misma lista. La canción alcanzó su punto más alto llegando al número dos en la semana que finalizó el 28 de abril de 2012, después de saltar desde el número 13, y se mantuvo alejado de la posición número uno que mantenía «Ai se eu te pego» de Michel Teló. En la lista Latin Pop Songs, «Fuiste tú» se convirtió en su segundo número uno, llegando a dicha posición la semana que finalizó el 10 de marzo de 2012. Este logro hizo de Independiente el único álbum de Arjona en tener más de una canción en el número uno en esa lista. En Tropical Songs el tema se convirtió en la segunda canción número uno.
En México la canción llegó al número seis de la lista Billboard International, y el puesto quince en la lista de 20 canciones de Monitor Latino. En la lista National Report de Colombia, el tema llegó al puesto quince, y en Venezuela encabezó la lista de éxitos de Record Report y la lista de los 100 éxitos latinos también de Venezuela.
El tema, fue nominado a las categorías de canción del año y grabación del año en la entrega de los Premios Grammy Latinos 2012, pero perdió en ambas categorías ante «¡Corre!» de Jesse & Joy.

## Promoción

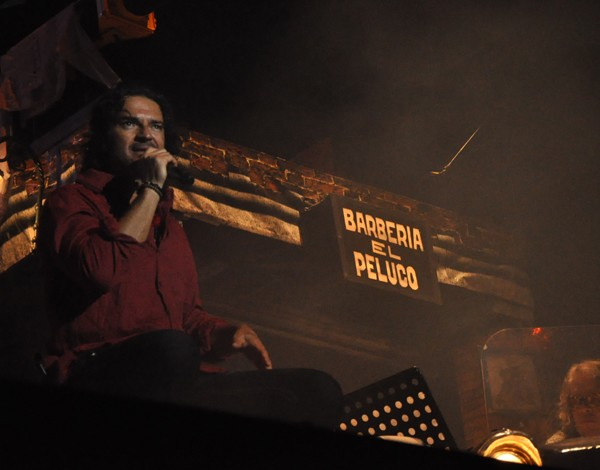
Arjona interpretó «Fuiste tú» en la gira mundial Metamorfosis, así como en un programa transmitido por Televisa en 2011.

### Vídeo musical
Para promocionar el tema, se realizó un vídeo musical, dirigido por Joaquín Cambré y filmado en Guatemala en diciembre de 2011, donde se muestran algunos escenarios de dicho país, como, La Antigua Guatemala, Río Dulce, el Lago de Atitlán y las ruinas de Tikal. Algunos de los anteriores sitios, pertenecen al departamento de Sololá, Arjona comentó que él escogió para filmar el video allí porque «quería mostrar la situación real de ese departamento», que es una de las más pobres del país, a pesar de ser visitado cada año por miles de turistas.
Sobre el concepto del vídeo redondea el concepto de recrear «la batalla en una pareja cuando alguien empieza a decir es el principio del fin». Afirma que hay dos opciones. La primera, aferrarse a la relación, la segunda, terminar tristemente, y una adicional que es creada por aquellos que no están seguros y que es cuando, en los momentos de conflicto, utilizan la frase: Fuiste tú.
El clip comienza mostrando a Gaby Moreno tocar una melodía en una guitarra mientras se aloja cerca de una ventana, mirando a la gente de pie en la calle de abajo. Mientras tanto, se interpolan las escenas de todos los lugares que aparecen en el vídeo. Así como comienza la canción, Arjona se muestra dejando las ruinas de Tikal en un auto de color naranja, al igual que imágenes de Moreno cantando delante de un piano. Entonces, como Arjona abandona el carro y se va como pasajero en otro vehículo, Moreno sale cantando en el interior de una casa, cerca de un auto similar al que tenía Arjona al inicio del vídeo. Por último, Arjona llega a la ciudad en la que Moreno ha estado esperando por él, donde no la encuentra, ya que ella está en las ruinas, lugar que había dejado.

### Interpretaciones en directo
«Fuiste tú» formó parte de la lista de canciones para un programa televisado en 2011. El especial incluía a los cantantes Gaby Moreno (con quien canto el tema), Ricky Muñoz (de la banda mexicana Intocable) y Paquita la del Barrio. Emitido por Televisa, el programa se hizo a manera de showcast para las catorce canciones nuevas incluidas en Independiente. Ricky Muñoz comentó que estaba «feliz de hacer cosas para Ricardo», y explicó que se conocieron «hace tiempo» y que era «una situación muy especial». El Canal de las Estrellas lo transmitió tiempo después, el 5 de noviembre de 2011. El tema también hace parte de la gira de conciertos Metamorfosis World Tour, junto a temas como «Reconciliación», «Tarde (sin daños a terceros)», «Te conozco» y «Si el norte fuera sur»

## Lista de canciones
| Descarga digital |             |          |  |
| N.º              | Título      | Duración |  |
| 1.               | «Fuiste tú» | 4:25     |  |

## Posicionamiento en listas
| País (Lista 2012)                | Mejor posición |
| -------------------------------- | -------------- |
| Colombia (National Report)       | 15             |
| Estados Unidos (Hot Latin Songs) | 2              |
| Estados Unidos (Latin Pop Songs) | 1              |
| Estados Unidos (Tropical Songs)  | 1              |
| México (Billboard Internacional) | 6              |
| México (Top 20 Monitor Latino)   | 15             |
| Venezuela (Record Report)        | 1              |
| Venezuela (Top Latino)           | 1              |

| País (Lista 2012)                | Mejor posición |
| -------------------------------- | -------------- |
| Estados Unidos (Hot Latin Songs) | 27             |
| Estados Unidos (Latin Pop Songs) | 11             |
| Venezuela (Record Report)        | 40             |

## Sucesión en listas
| Predecesor: «Mi Santa» de Romeo Santos con Tomatito | Latin Pop Songs — Sencillo N° 1 10 de marzo de 2012 - 17 de marzo de 2012 | Sucesor: «Las cosas pequeñas» de Prince Royce |
| Predecesor: «Si te digo la verdad» de Gocho         | Tropical Songs — Sencillo N° 1 28 de abril de 2012 - 5 de mayo de 2012    | Sucesor: «La señal» de Juanes                 |

## Historial de lanzamientos
| País           | Fecha                | Formato          | Discográfica                | Ref.          |
| -------------- | -------------------- | ---------------- | --------------------------- | ------------- |
| Argentina      | 7 de febrero de 2012 | Descarga digital | Metamorfosis / Warner Music | [ 26 ]        |
| Canadá         | 7 de febrero de 2012 | Descarga digital | Metamorfosis / Warner Music | [ 29 ]        |
| España         | 7 de febrero de 2012 | Descarga digital | Metamorfosis / Warner Music | [ 30 ]        |
| Estados Unidos | 7 de febrero de 2012 | Descarga digital | Metamorfosis / Warner Music | [ 28 ] [ 34 ] |
| México         | 7 de febrero de 2012 | Descarga digital | Metamorfosis / Warner Music | [ 35 ]        |
| Reino Unido    | 7 de febrero de 2012 | Descarga digital | Metamorfosis / Warner Music | [ 27 ] [ 36 ] |

## Créditos y personal
Créditos adaptados de notas del álbum.
- Ricardo Arjona – Productor, letras, voz
- Gaby Moreno – Voz
- David Thoener – Ingeniería de mezcla
- Matt Rollings – Ingeniería de sonido
- Peter Wallace – Órgano Hammond, ingeniería de sonido
- Chris McDonald - Acordes y conducción
- Carlos «Cabral» Júnior – Ingeniería de sonido
- Isaías García – Ingeniería de sonido